# Poás (cantão)
Poás é um cantão da Costa Rica, situado na província de Alajuela, entre Valverde Vega, Alajuela ao norte; Grecia e Alajuela ao sul e leste; e Grecia ao oeste. Sua capital é a cidade de San Pedro de Poás. Possui uma área de 73,84 km² e sua população está estimada em 30.650 habitantes.
Está localizado no cantão de Poás uma das maravilhas naturais mais grandes do país, o Vulcão Poás, um estratovulcão ativo de 2708m, cujo parque nacional é o mais visitado da Costa Rica. A grande quantidade de nascentes de água que emergem da base do vulcão fizeram com que o cantão seja conhecido como "o cantão hídrico da Costa Rica".

## Divisão política
Atualmente, o cantão de Poás possui 5 distritos:
|   | Nome do Distrito |
| - | ---------------- |
| 1 | San Pedro        |
| 2 | San Juan         |
| 3 | San Rafael       |
| 4 | Carrillos        |
| 5 | Sabana Redonda   |